# Szudán történelme
Szudán egy kelet-afrikai ország, gazdag történelmi múlttal.

## Korai történet
Észak-Szudánban (Núbia) a neolitikum végén magasan fejlett kultúra, a Kerma civilizáció jött létre (i. e. 3. - 2. évezred). Lakói megerősített falvakban éltek. Halásztak és vadásztak, gabonát termesztettek és marhát tenyésztettek.
A Nílus mentén fekvő Szudánt és Egyiptomot már az ősidők óta kapcsolatba hozta az életet adó folyó. 
Núbiában a fáraók birodalmának hódítása után (i. e. 1550 - 1000 k. ), Kusita Királyság jött létre (i. e. 8. század). Egymást követték a hódító uralkodók. Fővárosuk Napata volt. Fokozatosan kiterjesztették befolyásukat Egyiptomra. I. e. 750 körül Kasta kusita király meghódította Felső-Egyiptomot, Thébában uralkodott kb. i.e. 740-ig. Utódja, Piye, uralma alá hajtotta a Nílus-deltát, egyesítette Egyiptomot, megalapította a 25. dinasztiát. Ez a dinasztia egy évszázadon keresztül uralkodott Kusban és Thébában. Beavatkoztak a mai Szíria ügyeibe, itt szembekerültek Asszíriával. Amikor az asszírok válaszul megszállták Egyiptomot, Taharka (i.e. 688-663), az utolsó kusita fáraó, visszavonult Napatába, ahol dinasztiája tovább uralkodott Kus királyaként. Ezután birtokaikat déli és keleti irányban gyarapították.
I. e. 590-ben egy egyiptomi hadsereg kirabolta Napatát. A kusita udvar visszaszorult Meroéba. A meroéi királyság lényegében Egyiptomtól függetlenül fejlődött, hatalmának csúcspontján a 2. és a 3. században állt. Területét kiterjesztette a mai Kartúmig.
A fáraók hagyománya fennmaradt a Meroéban. Sztéléken jegyeztették fel a királyok uralkodásuk eseményeit, sírjaik fölé piramisokat emeltettek. Ezek az objektumok, meg a paloták, templomok és fürdők romjai mutatják, hogy Meroé centralizált állam volt, ahol kiváló művészek dolgoztak, akik képesek voltak sok ember munkájának megszervezésére. Jól kezelt öntözőrendszerek tették lehetővé a magas népsűrűséget az egész időszak alatt. Az i.e. 1. században az egyiptomi hieroglifákból kifejlesztették a meroéi írást, amely illeszkedett a lakosság saját, núbiai nyelvéhez. 350 körül egy Abesszíniából érkezett axumita hadsereg elfoglalta és lerombolta Meroé városát, ezzel megszűnt a királyság független léte.

## Keresztény királyságok
A Meroé Királyság politikai és kulturális örököseként a 6. században három királyság virágzott fel. Északon volt Nobadia. Fővárosa Farasz volt, ma Egyiptomban fekszik. Középen Muqurra (Makuria) Dongola körül. Ez kb. 150 km-re délre feküdt a mai Dongola várostól. A harmadik királyság Alawa (Alodia) volt, a régi Meroe központi vidékén. Fővárosa Sawba volt, amely ma Kartúm elővárosa. Mindhárom királyságban hadakozó arisztokrácia uralkodott a meroéi lakosságon. Görög címeket viseltek a bizánci udvart utánozva.
Nobadiába Theodóra bizánci császárnő küldött misszionáriusokat, akik 540 körül kezdtek ott prédikálni. A núbiai királyok monofizita keresztények lettek.

## Az iszlám elterjedése
Miután több katonai hódítási kísérletük kudarcot vallott, Egyiptom arab parancsnokai arra a következtetésre jutottak, hogy érdemesebb rendszeresen megújított szerződéseket kötni a núbiaiakkal. Ez a rendszer 678 évig működött.
Az iszlám lassan, hosszú időn keresztül terjedt összeházasodások útján, valamint arab kereskedőkkel és telepesekkel fenntartott kapcsolatokon keresztül. 1093-ban egy, a núbiai királyi családból származó muszlim herceg került Dongola trónjára.
Núbiában két fontos arab nyelvű csoport keletkezett: jaali és juhayna. Mindkettő világosan mutatja az iszlám előtti népességtől való leszármazást. A mai észak-szudáni kultúra núbiai és arab elemeket tartalmaz.

## Szinnári Királyság
Az 1500-as években a fundzs nép Amára Dunkusz vezetésével megjelent Dél-Núbiában. Kiszorítva Alawa régi keresztény királyság maradványait, Szinnárban megalapították a Kék Szultánságot (as-Szaltana az-Zarká). A 16. század közepén Szinnár vazallus államok és adófizető törzsek sorának parancsolt északon Egyiptom határától a déli esőerdőkig. A kormány a királyi családon belüli trónharcok hosszú sorában jelentősen meggyengült. 1820-ban Muhammad Ali egyiptomi alkirály 4000 katonája megszállta Szudánt. Nekik adta meg magát az utolsó szultán, VII. Bádi.

## Unió Egyiptommal (1821–1885)

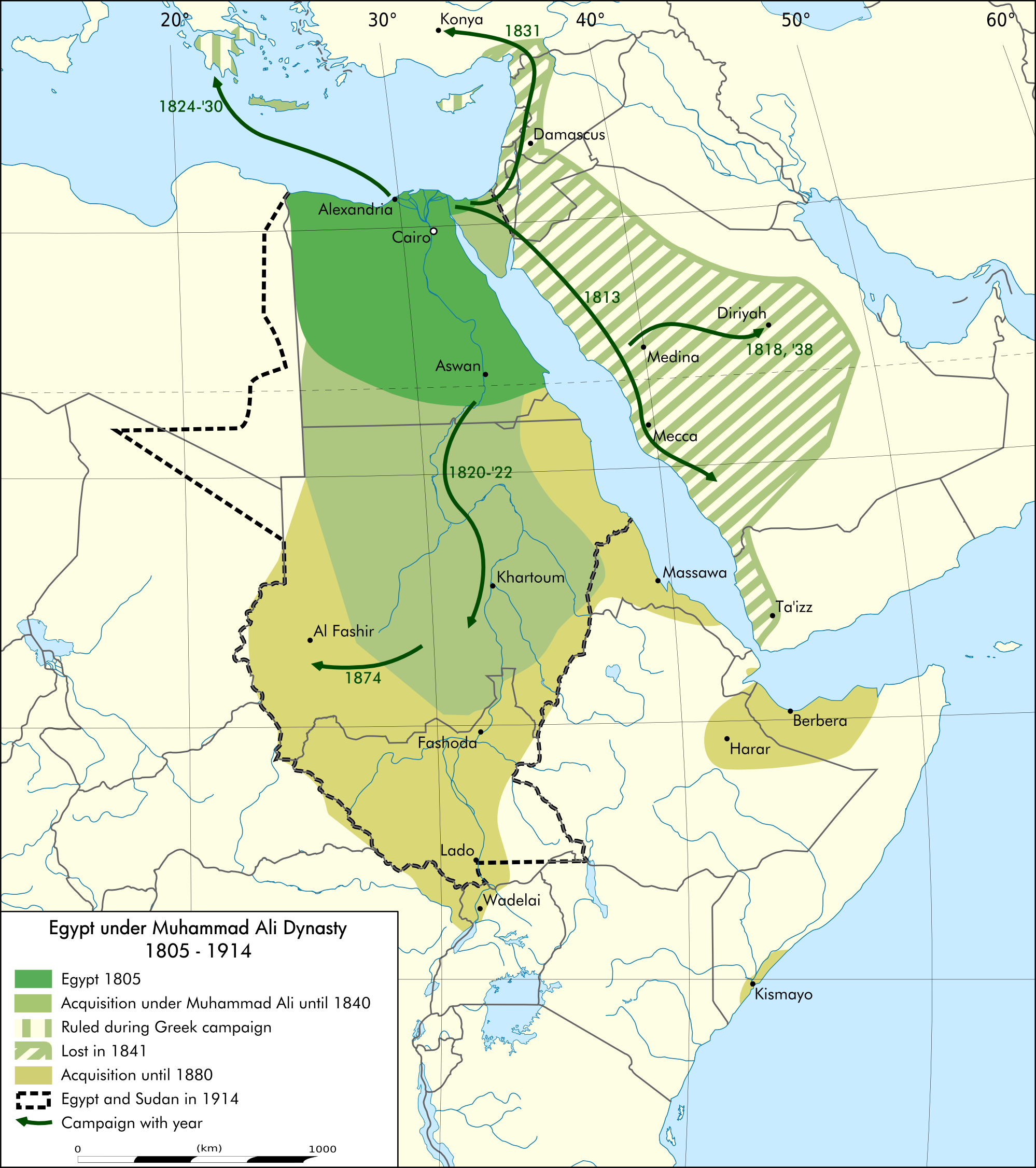
Muhammad Ali birodalma (1805-1914

Bár elvileg a török szultán egyiptomi alkirálya volt, Muhammad Ali valójában független uralkodó volt. Fiát, Ibráhím Pasát küldte meghódítani Szudánt, amelyet azonnal bekebelezett Egyiptomba. Ibráhím fia, Iszmáíl uralma idejéből (1863–1879) a mai Szudán területén sok emlék származik. Az egyiptomi hatóságok jelentősen javították Szudán infrastruktúráját (különösen északon), főleg az öntözőrendszereket. Meghonosították a gyapottermesztést. Délen viszont rabszolgavadász-expedíciókat szerveztek.

## Mahdista lázadás

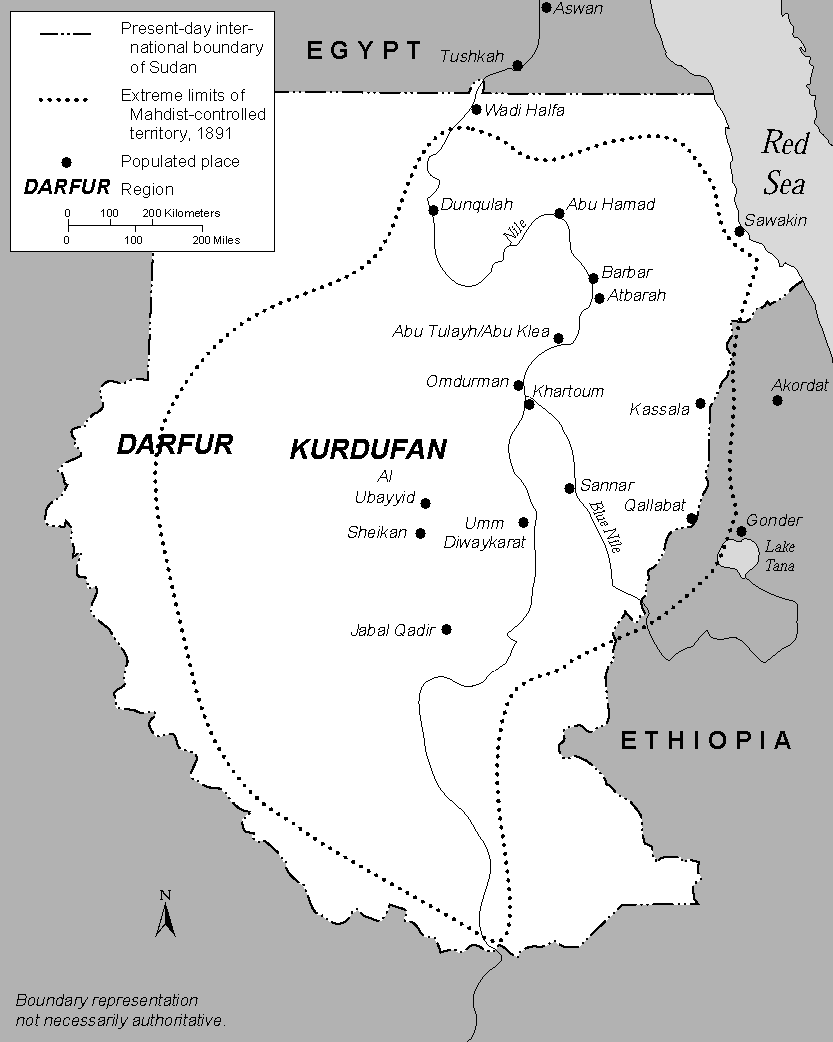
A mahdista állam

1879-ben a nagyhatalmak eltávolították Iszmailt és fiát, Muhammad Taufík Pasát tették helyére. A Taufík idején leplezetlenné váló nyugati uralom és az oszmán elit szembenállása az arab lakossággal, 1881-ben az Urábi-felkeléshez vezetett. 1882-ben a britek megszállták Egyiptomot, átvéve az irányítást minden ügy felett. Szudán a khedive kormányának kezén maradt, hivatalnokainak korrupciója és rossz kormányzása folytatódott.
Közben lázadás tört ki Szudánban, amelynek vezetője Muhammad Ahmad ibn as Szajjid Abdalláh volt, aki önmagát mahdivá (útmutató, messiás) nyilvánította. A tiszta iszlámot kívánta helyreállítani és az idegenektől megszabadítani Szudánt. Lázadásának csúcspontján elfoglalta Kartúmot, ahol életét vesztette Gordon tábornok, katonai kormányzó is (1885). Az egyiptomi és brit, sőt a kötelékükhöz tartozó indiai csapatok kiszorultak Szudánból, ahol Mahdi rövid életű teokratikus államot szervezett. Rezsimje nem igazodott a hagyományos iszlám joghoz. Az új uralkodó törekvései inkább politikaiak voltak, mint bármi más. Gyűlölte azokat a muszlimokat, akik nem voltak lojálisak rendszeréhez és uralmához. Elrendelte, hogy égessék el a leszármazási okmányokat, valamint a törvénykönyveket, teológiai írásokat. Mozgalma nem egy vallási rend volt, amibe be lehet lépni vagy elhagyni azt, hanem egy olyan rezsim, amihez valaki vagy csatlakozott, vagy elpusztult.
Eredetileg a Mahdi állama szent háborúra, dzsihádra szerveződött, katonai táborként működött. Kartúm elfoglalása után hat hónappal Mahdi tífuszban meghalt (bár ezt a mai napig vitatják). A rákövetkező hatalmi harcból Abdalláh ibh Muhammad került ki győztesként, akinek támasza főleg Nyugat-Szudán pásztorkodó arabjai voltak. Ellenzékét legyőzve Mahdi államának vitathatatlan vezetőjévé vált. Hatalmának konszolidálása után Abdalláh ibn Muhammad Mahdi utódjává nyilvánította magát, közigazgatást szervezett és kormányzókat nevezett ki a tartományok élére.
Szomszédaival való viszonya feszült maradt. Ennek fő oka azok a brutális módszerek voltak, amelyekkel kiterjesztette uralmát. 1887-ben 60 000 fős hadsereggel megtámadta Etiópiát, Gondarig hatolt. 1889 márciusában IV. János etióp császár Metemmába, a két ország határára vonult. Az itt megvívott csatában János elesett, az etióp csapatok visszavonultak. Abd ar-Rahman an-Nujumi, a mahdista állam hadvezére 1889-ben Egyiptomra támadt, de a brit vezetésű egyiptomi csapatok megverték őt Tushkahnál. Az egyiptomi invázió kudarca megtörte a mahdisták legyőzhetetlenségébe vetett hitet. A belgák megakadályozták Mahdi embereit Equatoria meghódításában, 1893-ban pedig az olaszok verték vissza Eritreában Akordat elleni támadásukat és kényszerítették őket visszavonulásra Etiópia felé.

## Angol-Egyiptomi Szudán (1899–1956)
Lord Kitchener vezette a britek szudáni hadjáratát 1896 és 1898 között, amelyben jelentős erők vettek részt Nagy-Britanniából, Egyiptomból és Indiából. Ennek a csúcspontja az omdurmáni csata volt. A sikerhez géppuskák bevetése is hozzájárult. A mahdisták omdurmáni veresége után 1898-ban szerződést kötöttek a közös angol-egyiptomi uralomról Szudánban. Egyiptom nevezett ki főkormányzót Szudánba brit jóváhagyással. A valóságban Szudánt brit gyarmatként kormányozták, ami kiváltotta az egyiptomi és szudáni nacionalisták ellenérzését. Muhammad Ali egyiptomi alkirály uralkodásától kezdve zajlott a Nílus-völgy egyesítésének folyamata, a britek azonban ezt visszafordították.

Angol-Egyiptomi Szudán brit főkormányzójának zászlaja.

A második világháború idején Szudán közvetlenül részt vett a kelet-afrikai hadjáratban. Az 1925-ben megszervezett Szudáni Védelmi Erő (SDF) aktív szerepet játszott 1940-ben, amikor elhárította az Olasz Kelet-Afrikából Szudán területére vezetett portyákat. 1942-ben pedig a brit és nemzetközösségi csapatok oldalán részt vett az olasz gyarmatok megszállásában. 1942-től az 1956-os függetlenné válásig a britek Szudánt két, lényegében egymástól független területként kormányozták - az északi volt a muszlim, a déli a keresztény terület.

## Függetlenség, 1956. január 1.
A brit megszállás folyamán a szudáni nacionalisták Egyiptomhoz való viszonya egyre romlott. Az egyiptomi nacionalista vezetők azt szerették volna elérni a briteknél, hogy egy független országot ismerjenek el: Egyiptom és Szudán unióját. 1914-ben formálisan is véget ért a török uralom, Huszajn Kámil Egyiptom és Szudán szultánjává nyilvánította magát. Utódja 1917-es halála után a testvére, I. Fuád lett. Az egységes egyiptomi-szudáni állam eszméjéhez akkor is ragaszkodtak, amikor az szultánságot átnevezték Egyiptom és Szudán Királyságra. A briteknek nem tetszettek ezek az események, ők ellenezték a két ország egyesülését, úgy látták, az uralmukat veszélyezteti.
Az első szudáni függetlenségi kísérlet 1924-ben volt: a katonatisztek Fehér Zászló Ligája. A csoport vezetői hadnagyok voltak. Felkelést szerveztek a katonai akadémián, amely vereséget szenvedett a brit hadsereggel szemben. A vereséghez állítólag hozzájárult, hogy Kartúm északi részén állomásozó egyiptomi helyőrség nem támogatta tüzérséggel a felkelőket, pedig megígérték.
Amikor Egyiptom brit megszállása 1936-ban véget ért (a Szuezi Csatornaövezet kivételével), Szudáné folytatódott. Az 1952-es egyiptomi forradalom adta meg a jelet, hogy ráléphetnek a Szudán függetlenségére vezető útra. Az egyiptomi monarchia 1953-as felszámolása után az új egyiptomi vezetők, Muhammad Nagíb, akinek az édesanyja szudáni volt, és Gamal Abden-Nasszer belátták, hogy csak úgy érhet véget a brit uralom Szudánban, ha lemondanak saját szudáni igényeikről. Mivel a britek Szudán feletti uralma elvileg az ottani egyiptomi szuverenitás következménye volt, amikor Egyiptom lemondott Szudánról, az angol uralom jogalapja is megszűnt. 1954-ben az egyiptomi és a brit kormány egyezményt írt alá arról, hogy garantálják Szudán függetlenségét 1956. január 1-jén.

## Első szudáni polgárháború (1955–1972)
1955-ben, egy évvel a függetlenség elérése előtt, polgárháború tört ki Észak- és Dél-Szudán között. A déliek, akik ellenezték a függetlenséget, attól féltek, hogy az új országban az északiaké lesz a hatalom.
Történelmileg úgy alakult, hogy Szudán északi része szoros kapcsolatban állt Egyiptommal, lakossága muszlim arab volt, míg délen keresztények és animista hitűek éltek. Ezt a területet még annak idején a mahdisták foglalták el, akik a felkelésük kezdetekort tüzérségi és kézilőfegyverekre tettek szert, ezzel technikai fölénybe kerültek az elmaradott déli törzsekkel szemben. A megosztottságot a brit politika is elmélyítette amely külön közigazgatás alá helyezte északot és délt.
Az első szudáni polgárháború 1955-től 1972-ig tartott. A háború 1955-ben a hadsereg déli tisztjeinek lázadásával kezdődött. Később megszerveződött az Anya-Nya gerillamozgalom. Pár évvel később Szudán első katonai rezsimjének vezetője Abboud vezérőrnagy lett. Katonai rezsimek követték egymást 1969-ig, amikor Dzsafar al-Nimeri ragadta magához a hatalmat. 1972-ben az észak-déli konfliktus feloldására Addisz-Abebában egyezményt kötöttek. Előzőleg az Egyházak Világtanácsának közvetítésével tárgyaltak. Ezután tíz évig béke volt Szudánban.

## Második szudáni polgárháború (1983–2005)
1983-ban a polgárháború kiújult. Előzménye: Nimeri elnök úgy döntött, kijátssza az addisz-abebai egyezmény előírásait. Szudánt föderatív állammá szervezte át, amely magában foglalta Dél-Szudán államait is. Ez a lépés megsértette az addisz-abebai egyezményt, amely Dél egészének garantált autonómiát. Másik ok: 1977-ben Nimeri újra bevezette az iszlám törvénykezést Szudán egész területén, beleértve a nem muszlim déli részt is. A déli csapatok fellázadtak az északi politikai offenzíva ellen, 1983 júniusától folytak fegyveres harcok.
A háború Nimeri eltávolítása után is folytatódott. Demokratikus kormányt választottak. A déli lázadók vezetője, John Garang nem ismerte el ezt a kormányt, elutasította a tárgyalásokat a kormány hivatalnokaival, mivel politikai pártjaik képviselőinek tekintette őket.
1989-ben vértelen puccsal Kartúmban Omar el-Basír ragadta magához a hatalmat. Támogatója a dr. Hasszán al-Turabi vezette Nemzeti Iszlám Front volt. Az új kormány iszlám orientációjú volt és később megalakították a Népi Védelmi Erőt (al-Difaa al-Shaabi), amelybe vallásos propagandával toborozták az embereket (sok esetben külföldieket, zömében arabokat), mivel a rendes hadsereg demoralizálódott a déli lázadók nyomása alatt. Ez súlyosbította a helyzetet a délen, a harcok jóval hevesebbé váltak.
A déli lázadók szervezete, a Szudáni Népi Felszabadító Hadsereg (SPLA) marxista mozgalomként indult, Szovjetunió és Etiópia marxista elnöke, Mengisztu Hailé Mariam támogatta. Az idők során nyugati támogatást is kapott. Ezt az észak-szudáni kormány vallási propagandája úgy mutatta be, hogy ez a háború az arab iszlám kormány hadjárata az iszlám győzelme és az arab nyelv terjesztése érdekében a keresztény délen.
A háború több mint 20 évig tartott. Szudán független történetét áthatja a krónikus, rendkívül kegyetlen háborúskodás, amely élesen megosztotta az országot faji, vallási és területi alapon; négymillió ember menekült el lakhelyéről (a teljes 32 millióra becsült lakosságból); becslés szerint kétmillió embert öltek meg. A szudáni gazdaság romba dőlt, élelmiszerhiány lépett fel, következménye a lakosság éhezése, rosszul tápláltsága lett. Ebben az időben nem voltak beruházások, különösen délen nem, generációk lettek elvágva az alapvető egészségügyi szolgáltatásoktól, oktatástól és a munka lehetőségétől. A háborús bűntettekért mindkét oldal terheli felelősség, a legtöbb bűncselekményt pedig a központi vezetéstől önállóan tevékenykedő, arabokból szervezett irreguláris milíciák művelték. Ezek tagjai a szudáni állampolgárokon kívül külföldi arab országok önkénteseiből szerveződtek, akik brutális gyilkosságokat hajtottak végre a fekete lakosság ellen. Beszámolók szerint a milicisták gyakran használt módszere a terhes nők hasának felmetszése volt.
A déli lázadók és a kormány között folyó béketárgyalásokon jelentős haladást értek el 2002-ben és 2004 elején. A 2002. július 20-án aláírt machakosi jegyzőkönyv lefektette a további tárgyalások alapjait, és rendelkezett az államszervezetről: garantálta Dél-Szudán autonómiáját hat évre, amelyet népszavazás követ a függetlenségről. Addig is létrehoztak egy elnökhelyettesi posztot, megállapodtak az olajbevételekből való egyenlő részesedésről, de mindkét fél hadserege addigi állásaiban maradt. John Garang, az egyezmény déli aláírója, kinevezett alelnök 2005. augusztus 1-jén meghalt helikopter-balesetben, három héttel az eskütétele után. Zavargások törtek ki, de a béke fennmaradt. Az Egyesült Nemzetek Szervezetének Szudáni Misszióját (UNMIS) a Biztonsági Tanács 2005. március 24-én kelt 1590-es számú határozata alapján állították fel. Feladata az átfogó békeegyezmény végrehajtásának támogatása, a humanitárius segítséget nyújtók védelme, az emberi jogok terjesztése és védelme.

## A dárfúri konfliktus és a háborús bűnök

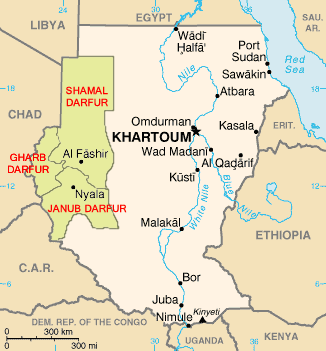
A dárfúri régió

Miközben a hosszú észak-déli polgárháború lassan a megoldás felé közeledett, az 1970-es évek elejétől összecsapások voltak a nyugati Dárfúr régióban a pásztorkodó törzsek és a földművesek között. A lázadást az okozta, hogy a központi kormány nem törődött Dárfúr gazdaságával. A lázadók céljai nem világosak és sohasem foglaltak el egyértelmű álláspontot azzal kapcsolatban, hogy Dárfúr maradjon Szudánban vagy szakadjon el tőle. A kormány és a lázadók egymást okolták a háborús atrocitásokért, bár a legtöbb gyanúsítás a Janjawid arab milíciát érte, amelynek felfegyverzett embereit al-Saddiq al-Mahdi (a Nimeri bukása után demokratikusan megválasztott miniszterelnök) adminisztrációja bízta meg azzal, hogy állítsák meg a hosszú idő óta folyó kaotikus vitát a dárfúri törzsek között. Az Amerikai Egyesült Államok kormányának nyilatkozata szerint ezek a milíciák népirtást követtek el; harcaik következtében emberek százezrei váltak menekültté; sokan a szomszédos Csádban kerestek menedéket. A kormány bejelentette a lázadók feletti győzelmét 1994 elején, miután elfoglalt egy várost a csádi határ közelében.
2003-ban kiújultak a harcok. 2004. szeptember 9-én az Amerikai Egyesült Államok külügyminisztere, Colin Powell a dárfúri konfliktust népirtásnak nevezte. Jelentések szerint a Janjawid portyái során megtámadta a falvakat, civileket ölt meg nemzetiségük miatt, nőket erőszakoltak meg, elrabolták a javakat, csordákat. Több mint két és fél millió civil kényszerült elmenekülni, a halálos áldozatok száma becslések szerint 200 000–400 000. Ez a helyzet változatlan maradt a 2003–2004-ben keletkezett első ENSZ-jelentések óta.
2006. május 5-én a szudáni kormány és Dárfúr legnagyobb lázadó csoportja, az SLM (Szudáni Felszabadító Mozgalom) aláírta a dárfúri békeszerződést. Ez előírta a Janjawid leszerelését, a lázadó erők feloszlatását, átmeneti kormány felállítását a lázadók részvételével. Ezt az egyezményt, amely az Afrikai Unió közvetítésével született, nem írta alá minden lázadó csoport.
Az egyezmény aláírása után a jelentések szerint folytatódott a régióban a széles körű erőszak. Új lázadó csoport tűnt fel: a Nemzet Megmentésének Frontja, amely egyesített négy korábbi nagyobb lázadó csoportot és elutasította a májusi békeszerződés aláírását. A szudáni kormány és az általa támogatott muszlim milíciák nagyszabású támadásokat indítottak a lázadó csoportok ellen. Az eredmény: újabb halottak és menekültek.
Dárfúr lakossága muszlim hitű néger. A Janjawid milícia fekete arabokból áll, míg a dárfúri arabok többsége igyekszik kimaradni a konfliktusból. A dárfúriak – arabok és nem arabok egyaránt – dühösek a kartúmi kormányra, mert az képtelen úrrá lenni a zavaron.
A harmadik fegyver konfliktusoktól és káosztól sújtott terület Kordofán, elsősorban annak is a déli része, ahol szintén függetlenségi mozgalom alakult ki, mely ellen a szudáni kormányzat erőszakos, az emberi jogokat súlyosan sértő módszerekkel lép fel.

## Szudáni-csádi konfliktus
A szudáni-csádi konfliktus hivatalosan 2005. december 23-án kezdődött, amikor a csádi kormány hadat üzent Szudánnak, és mozgósította állampolgárait a „közös ellenség” ellen. A csádi kormányzat a Demokrácia és Szabadság Mozgalmát (RDL) militáns szervezetnek tekintette, lázadóknak, akiket a szudáni kormány és szudáni milíciák támogattak. Ezek a militánsok Csád keleti részén falvakat és városokat támadtak meg, elhajtották a marhákat, megölték az embereket, felégették a házakat. Ekkoriban Északnyugat-Szudán Dárfúr régiójából 200 000 menekült kapott menedéket Kelet-Csádban. Idriss Déby csádi elnök azzal vádolta Omar el-Basír szudáni elnököt, hogy megpróbálta destabilizálni országát, annak népét nyomorba dönteni, zavart kelteni és exportálni a háborút Dárfúrból Csádba.
A hadüzenet közvetlen előzménye Adré csádi város elleni támadás volt a szudáni határ közelében. Ebben a támadásban a legtöbb sajtójelentés szerint száz, mások szerint háromszáz lázadó vesztette életét. A régióban ez volt három nap alatt a második támadás. A szudáni kormányt vádolták a támadással, de a szudáni külügyi szóvivő tagadott bármiféle szudáni részvételt.
Csád és Szudán vezető 2007. május 3-án fegyverszüneti egyezményt írtak alá.

## Keleti Front
A Keleti Front lázadó csoportok koalíciója, amelyek Szudán eritreai határa mentén tevékenykednek, különösen Vörös-tenger és Kaszala államokban. A Keleti Front elnöke Musa Mohamed Ahmed. A Keleti Front fő tagja a Szudán Népeinek Felszabadító Hadserege (SPLA) volt, amely azonban kilépett a szervezetből 2005 januárjában, a második szudáni polgárháború végén. A szervezetben maradt a nagyobb Beja Kongresszus és a kisebb Rashaida Szabad Oroszlánok. Támaszuk két törzs, a beja és a rashaida nép. Csatlakozott hozzájuk egy dárfúri lázadó csoport is, az Igazság és Egyenlőség Mozgalma (JEM).
A Szabad Oroszlánok és a Beja Kongresszus egyaránt azzal vádolja a kormányt, hogy egyenlőtlenül osztja el az olajból származó profitot. Nagyobb befolyást követelnek az országos kormányban, amelyet nézetük szerint destabilizál a dél-szudáni konfliktus végén kötött békeszerződés. A Keleti Front a déli-központi régióban lévő olajmezőkről a Port Szudánon át a külső piacokra tartó olaj útjának megszakításával fenyeget. Szintén fenyegetik a kormánynak azt a tervét, hogy egy másik nagy olajfinomítót épít Port Szudán közelében. A kormány beszámolója szerint három ízben kellett sok katonát bevetni a felkelés elnyomására és a létfontosságú infrastruktúra védelmére.

Dél-Szudán
Dárfúr
Keleti front
Abyei
Dél-Kordofán és a Kék-Nílus államok

Az eritreai kormány 2006 közepén drámaian megváltoztatta álláspontját a konfliktusban. Korábban a Keleti Front fő támogatója volt, ekkortól azonban a szudáni kormánnyal való tárgyalásra szorította őket arra hivatkozva, hogy az nekik is érdekük. 2006. június 19-én a Keleti Front és a szudáni kormány közös deklarációt írt alá a megoldás elveiről. Ezzel négy hónapos tárgyalássorozat kezdődött eritreai közvetítéssel, majd békeszerződést írtak alá 2006. október 14-én Aszmarában. Az egyezmény kiterjed biztonsági kérdésekre, a hatalom megosztására, és gazdasági kérdésekre.

## Ínség és a 2007-es áradások
Dél-Szudánban 2004-ben csak három sebész dolgozott. Bizonyos térségekben 500 000 emberre jutott egy orvos. Az Egyesült Nemzetek Szervezetének becslése szerint Dárfúrban három és fél millió embernek (beleértve 2,2 millió menekültet) volt nagy szüksége humanitárius segítségre túléléséhez. 2007. júliusában az országban sokfelé pusztított árvíz. 400 000 ember károsítottak meg az árvizek közvetlenül, 3 500 000-et fenyegetett járványveszély.
A helyzet 2010-ben sem javult, sőt az események odáig fajultak, hogy a dél-szudáni vezetés döntött, népszavazást tartanak arról, miszerint a térség kiválik Szudánból és önálló államot alkot. A szavazást kimenetele szudáni és külföldi vélemények szerint sem kétséges. A helyzet azonban cseppet sem ilyen egyszerű, mert Darfúrban Dél-Szudán függetlenségétől inspirálva ott is megalakíthatják saját államukat. Dél-Szudán és Szudán határán fekszik Abyei, amely vitatott terület lehet a majdani három ország között. Abyeiben is külön népszavazást kívánnak tartani arról, hogy mely leendő országhoz tartozzék, viszont az apró területen is éppoly erősek a függetlenséget óhajtó erők, mint Dél-Szudánban és Darfúrban. Dél-Szudán kiválása ugyanakkor nem oldhatja meg a szudáni polgárháborút, mert nemzetiségileg éppoly összetett mint Darfúr, vagy Szudán. A többségi nemzet, a dinkák vannak már régóta a tartományi hatalom élén, még a tartományt vezető Salva Kiir Mayardit is dinka nemzetiségű. A népszavazás még el sem kezdődött, máris hatalmi harc indult az önállóvá váló ország kormányzásáért. Azonkívül nemcsak nemzetiségi érdekek forognak kockán, mert Szudán nagy olajkitermelő az afrikai kontinensen és a háborús helyzet, valamint súlyos belső problémák ellenére az egyik legjobban fejlődő országként tartják számon (ennek ellenére az olajból származó pénzek mágnások, kiskirályok és diktátorok kezében van, akik nem fordítják ezt az ország fejlesztésére). A gazdasági és etnikai ellentéteket vallási ellentétek is tarkítják, amik tovább mélyítik a konfliktust. Szudánt ugyanis arab nemzetiségűek uralják, szemben Dél-Szudán keresztény vagy törzsi vallásokat követő feketékből áll. Darfúrban is feketék élnek, s muszlim vallást követnek, de bőrszínük miatt az arabok gyűlölöttel tekintettek mindkét ország feketéire. Évekkel ezelőtt is jöttek híradások Szudánból, miszerint a szudáni és más államokból összeverődött terrorista, vagy félterrorista arab milíciák terhes fekete nőket gyilkoltak meg bestiális módon. Várhatóan Dél-Szudán számíthat nemzetközi elismerésre, az amerikaiak is nagykövetség létesítését tervezik Jubában, Dél-Szudán fővárosában.

## 2019-ben
Hetekig tartó tömegtüntetések után 2019. április 11-én Omar el-Basír elnök lemondott tisztségéről. Az állami televízióban Avad bin Avf szudáni honvédelmi miniszter bejelentette, hogy a Felső Katonai Tanács átvette a hatalmat. Bejelentette továbbá, hogy felfüggesztik az alkotmányt, feloszlatják az ország törvényhozását és a regionális kormányzatokat. Kétéves átmeneti időszakra katonai tanács áll majd Szudán élén, majd ezt követően választásokat tartanak.

2021 októberében aláírták az Chartát a szudáni átmenet lefolytatásáról Kartúmban, a nemzeti hadsereg, a fegyveres mozgalmak és a civil társadalom között. A cél a béke fenntartásának és az alkotmány kialakításának biztosítása. Az egykori kormányzó Nemzeti Kongresszust időközben elűzték.